# Provincia di Bua
Bua è una provincia delle isole Figi, nella Divisione Nord, costituita principalmente dalla parte occidentale dell'isola di Vanua Levu, la seconda dell'arcipelago.
Il territorio è governato da un Consiglio provinciale, attualmente presieduto dal Ratu Filimone Ralogaivau.